# Hans Wilhelm Geiger
Johannes (Hans) Wilhelm Geiger (Neustadt an der Weinstraße, 30 settembre 1882 – Potsdam, 24 settembre 1945) è stato un fisico tedesco.

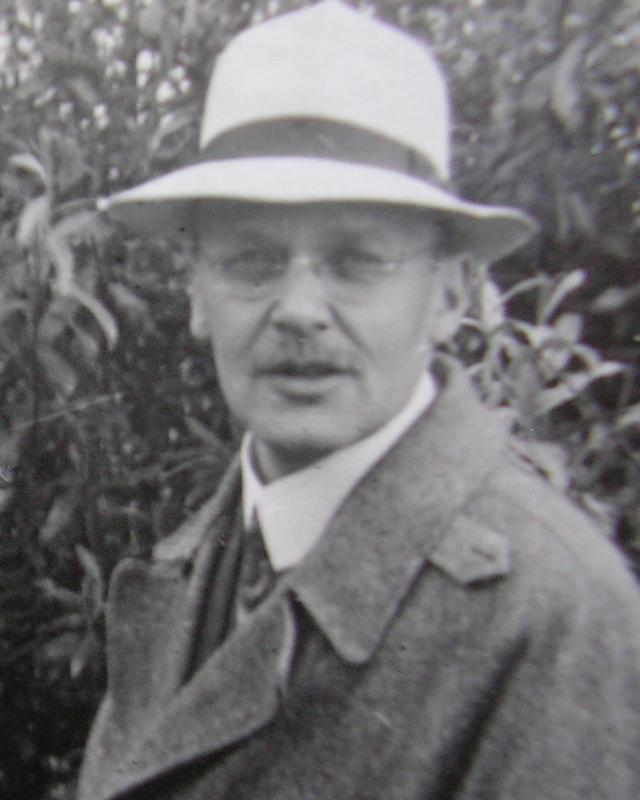
Hans Geiger (1928)

È stato inventore nel 1913 del contatore di particelle elementari che porta il suo nome che poi perfezionò (1928) insieme a Walther Müller (contatore Geiger-Müller).

## Biografia
Geiger si laureò a Erlangen nel 1906 con una tesi sulle scariche elettriche nei gas. Poi andò in Gran Bretagna, dove approfondì lo studio di questi fenomeni, lavorando all'Università di Manchester come assistente di Ernest Rutherford fino al 1912. Con lui Geiger applicò la sua esperienza sulla ionizzazione gassosa allo studio della disintegrazione radioattiva. Si dedicò, in particolare, a vari esperimenti sulle particelle alfa per determinarne la traiettoria e la carica: da qui Geiger trasse l'idea del suo contatore di particelle, e Rutherford quella del suo modello di nucleo atomico.
Geiger impiegò il suo contatore anche per confermare nel 1925 l'effetto Compton (scoperto nel 1922 dal fisico statunitense Arthur Compton).
Nel 1925 diventò professore di fisica all'Università di Kiel, nel 1929 a quella di Tubinga, e dal 1936 fu capo del dipartimento di fisica del Politecnico di Charlottenburg.
Compì ricerche anche sui raggi cosmici, sulla radioattività artificiale e sulla fissione nucleare.